# Scutellaria cardiophylla
Scutellaria cardiophylla là một loài thực vật có hoa trong họ Hoa môi. Loài này được Engelm. & A.Gray miêu tả khoa học đầu tiên năm 1845.